# Gilbert Vane (2e baron Barnard)
 (octobre 2022).
Si vous disposez d'ouvrages ou d'articles de référence ou si vous connaissez des sites web de qualité traitant du thème abordé ici, merci de compléter l'article en donnant les références utiles à sa vérifiabilité et en les liant à la section « Notes et références ».
Pour les articles homonymes, voir Vane (homonymie).
Gilbert Vane, 2e baron de  Barnard (17 avril 1678 – 27 avril 1753) est un pair anglais, connu comme Lord Barnard entre 1698 et 1723.

## Biographie
Gilbert Vane est baptisé le 17 avril 1678 à Londres (Angleterre).
Il est le fils de Christopher Vane et d'Elizabeth Holles fille de Gilbert Holles (3e comte de Clare) et de Grace Pierrepont. 
Il devient 2e baron Barnard le 28 octobre 1723 et siège à la Chambre des lords de 1723 à 1753 sur les bancs whig.
Il meurt le 27 avril 1753 à l'âge de 75 ans.

## Famille
Il épouse Mary Randyll , fille de Morgan Randyll et Anne Gould, en janvier 1704 ou 1705. Ils ont 6 enfants :
- Charles Vane
- Elizabeth Vane mariée à Sir William Humble
- Henry Vane (1705-1758), 1er comte de Darlington marié à Mary Randyll dont 7 enfants
- Anne Vane (1705-1736)[1] maîtresse de Frédéric de Galles
- Morgan Vane (1706-1779) marié à Margaretta Knight dont 2 enfants puis marié à Anna Maria Fowler et enfin marié à Mary Woodyear
- Thomas Vane (1707-1758)